# Liana Joseph
Pour les articles homonymes, voir Joseph.
Liana Joseph, née le 15 août 2006 à Bondy, est une footballeuse française. Elle évolue actuellement au poste d'attaquante à l'OL Lyonnes.

## Biographie
Issue d'une famille d'origine haïtienne, son père, Othlinds, a joué pour le Maccabi Paris et son oncle, Berley, pour Troyes ou encore le Paris FC.

### En catégorie jeunes
Liana Joseph commence le football au Paris FC, dans les équipes de garçons.
Lors de la Danone Cup 2019, elle joue avec l'Olympique lyonnais, qui représente la France, et finit meilleure buteuse et joueuse du tournoi.
En 2022-2023, elle termine meilleure buteuse du championnat de France U19 avec 27 réalisations. Elle brille notamment lors du dernier match de la saison face au Paris SG, décisif pour le titre. Elle inscrit les cinq buts de son équipe, dont un triplé dans les vingt premières minutes, pour offrir le titre à l'Olympique lyonnais.

### En club
Le 7 juillet 2023, Liana Joseph signe son premier contrat professionnel avec l'Olympique lyonnais à l'âge de 16 ans.
Elle connaît ses débuts en D1 Arkema dès la première journée de championnat face au Havre, le 15 septembre 2023. Elle entre à la 75e minute de jeu, remplaçant Eugénie Le Sommer.
Le 23 mars 2024, Liana Joseph entre en jeu à la 62e minute de jeu face au LOSC en D1 Arkema. Elle entame son troisième match en équipe sénior. À peine une minute de jeu plus tard, Joseph marque son premier but en professionnel à la suite d'un pressing haut sur la gardienne. La jeune pépite lyonnaise ne s'arrête pas là et délivre quatre minutes plus tard, un super centre pour Amel Majri. Cependant, Joseph est contrainte de quitter le terrain avant la fin du match à la suite d'une gêne musculaire, l'Olympique lyonnais finira le match à 10 contre 11, étant donné que le quota de remplacement a été utilisé mais garantit sa victoire 7-0,,.
Après un prêt au RC Strasbourg en compagnie de Maeline Mendy pour la deuxième partie de saison 2024-2025, où elle inscrit trois buts en cinq matches.

## En sélection
Avec l'équipe de France des moins de 17 ans, elle remporte l'Euro 2023 en inscrivant un doublé en finale face à l'Espagne. C'est la meilleure buteuse de la compétition avec 5 réalisations, à égalité avec sa compatriote et coéquipière à l'OL Maeline Mendy et avec l'Espagnole Vicky López.
Elle dispute l'Euro des moins de 19 ans en 2025 et atteint la finale.

## Palmarès

### En club
Olympique lyonnais
- Championnat de France (1) :
  - Championne en 2024
- Championnat de France U19 (1) :
  - Championne en 2023
- Trophée des championnes (1) :
  - Vainqueur en 2023

### En sélection
France -17 ans
- Euro U17 (1) :
  - Vainqueur en 2023

### Distinctions individuelles
- Classée 23e dans le classement des 25 meilleurs jeunes talents féminin NXGN 2024 par Goal[9].